# چمپیون
چمپیون (انگلیسی: Champion) شرکت پوشاک ورزشی آمریکایی است، که در سال ۱۹۱۹ توسط برادران فین‌بلوم تأسیس شد و هم‌اکنون زیرمجموعه‌ای از شرکت هانزبراندز و مالک آن نیز شرکت سارا لی می‌باشد.